# Minnesteinen
Der Minnesteinen  (norwegisch für Denkmal) ist ein 1299 m hoher Nunatak im ostantarktischen Königin-Maud-Land. In der Maudheimvidda ist er der südlichste Nunatak der Wildskorvene in den Mannefallknausane.
Wissenschaftler des Norwegischen Polarinstituts benannten ihn 1967.